# Klaus Toppmöller
Klaus Toppmöller, född 12 augusti 1951, är en tysk/västtysk före detta professionell fotbollsspelare och tränare.
Toppmöller var under många år en av de populäraste spelarna i FC Kaiserslautern. Han gjorde debut i landslaget 1976 men en skada gjorde att han missade EM-slutspelet samma år. Han var framgångsrik i Bundesliga men i landslaget blev det bara tre framträdanden.
Efter den aktiva karriären har Toppmöller varit tränare och hade sina största framgångar under sin korta tid i Bayer Leverkusen.

## Meriter
- 3 A-landskamper för Förbundsrepubliken Tysklands landslag

## Klubbar
- FC Kaiserslautern

## Tränarkarriär
- Georgiens herrlandslag i fotboll (2006-2008)
- Hamburger SV
- Bayer Leverkusen
  - Final i UEFA Champions League 2002
  - Final i DFB-Pokal 2002
- 1. FC Saarbrücken